# Marcin Święcicki
Marcin Święcicki (ur. 17 kwietnia 1947 w Warszawie) – polski polityk i ekonomista, w 1989 sekretarz KC PZPR, w latach 1989–1991 minister współpracy gospodarczej z zagranicą w rządzie Tadeusza Mazowieckiego, w latach 1994–1999 prezydent miasta stołecznego Warszawy, poseł na Sejm X, II, VII i VIII kadencji (1989–1991, 1993–1996, 2011–2019).

## Życiorys

### Wykształcenie, działalność zawodowa i społeczna
W młodości uprawiał skok w dal. Zdobył w tej konkurencji brązowy medal na mistrzostwach Europy juniorów (Odessa 1966). W tym samym roku zajął trzecie miejsce podczas mistrzostw Polski seniorów. W 1967 ustanowił wynikiem 7,68 metra rekord Polski juniorów.
W latach 1965–1972 działał w Klubie Inteligencji Katolickiej. Absolwent VI Liceum Ogólnokształcącego im. Tadeusza Reytana w Warszawie (1965). Ukończył w 1970 studia socjologiczne w Instytucie Filozofii Uniwersytetu Warszawskiego, a w następnym roku uzyskał magisterium na Wydziale Ekonomii i Socjologii tej uczelni. W 1981 uzyskał stopień naukowy doktora nauk ekonomicznych w Instytucie Planowania. Był stypendystą i absolwentem studiów podyplomowych z ekonomii George Washington University (1976) i Uniwersytetu Harvarda (1985) w Stanach Zjednoczonych.
W latach 2002–2005 był koordynatorem Organizacji Bezpieczeństwa i Współpracy w Europie do spraw ekonomicznych i ochrony środowiska. Następnie, do końca marca 2011, pełnił funkcję dyrektora ośrodka analitycznego UNDP Blue Ribbon Analytical Center w Kijowie.
Zaangażował się w działalność społeczną na rzecz Warszawy. W 2001 objął funkcję przewodniczącego Społecznego Komitetu Opieki nad Starymi Powązkami im. Jerzego Waldorffa. W 1997 stanął na czele Komitetu Budowy Muzeum Historii Żydów Polskich (później został przewodniczącym Komitetu Wspierania Muzeum Historii Żydów Polskich Polin). Został również członkiem Stowarzyszenia Pracowników, Współpracowników i Przyjaciół Rozgłośni Polskiej Radia Wolna Europa Imienia Jana Nowaka-Jeziorańskiego, a także przewodniczącym Związku Stowarzyszeń Forum Ruchu Europejskiego.

### Działalność polityczna

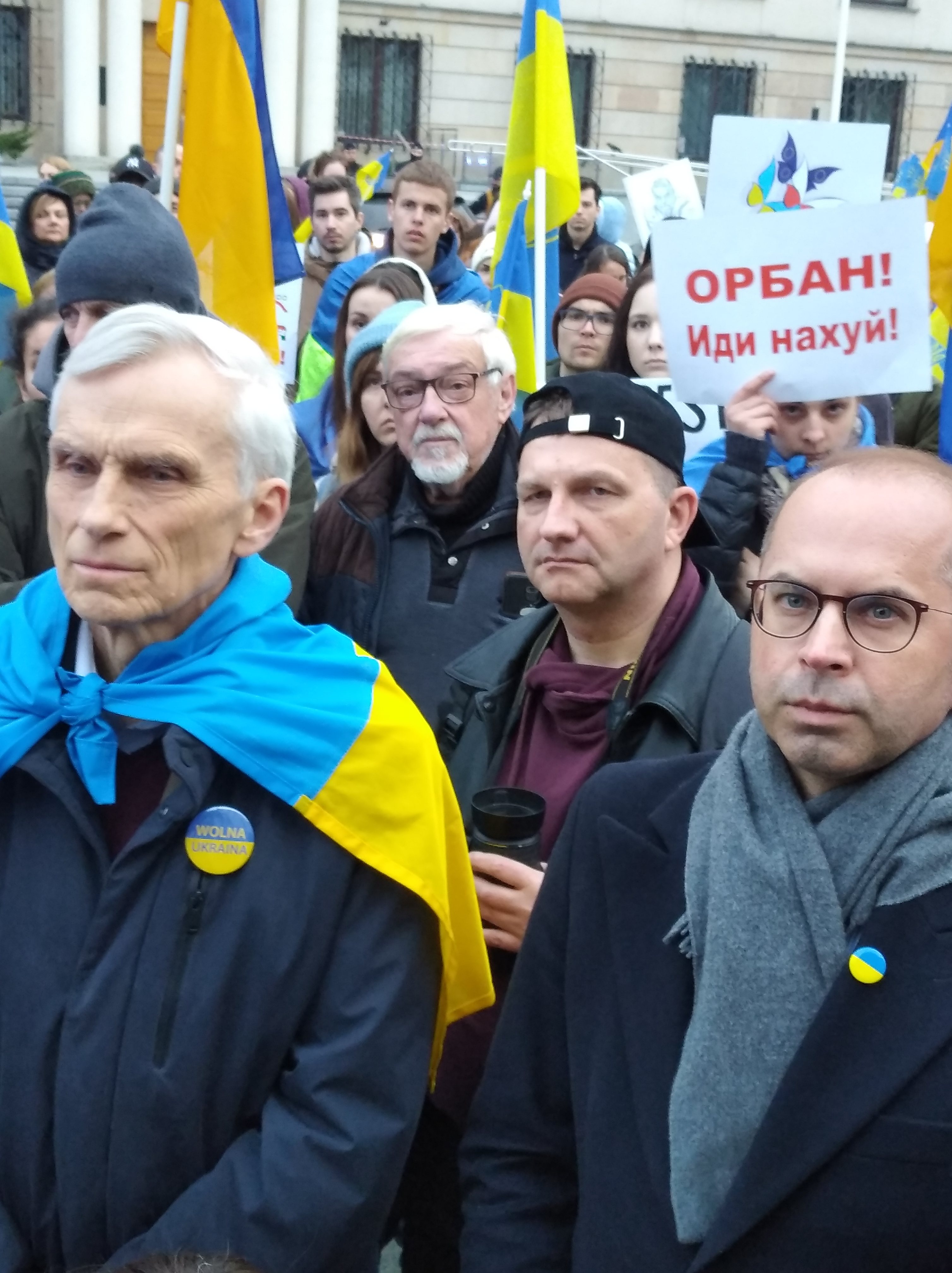
Marcin Święcicki i Michał Szczerba na demonstracji solidarności z Ukrainą (2022)

Od 1967 członek Związku Młodzieży Socjalistycznej, usunięty w 1968 za uczestnictwo w wydarzeniach marcowych. Od 1969 ponownie w ZMS, pełnił funkcję wiceprzewodniczącego koła związku na UW. Od 1971 do 1979 należał do Związku Socjalistycznej Młodzieży Polskiej. W styczniu 1974 został członkiem Polskiej Zjednoczonej Partii Robotniczej. Od 1972 do 1982 był głównym specjalistą w Komisji Planowania przy Radzie Ministrów. Od 1979 do 1981 był członkiem egzekutywy oddziałowej organizacji partyjnej. W kwietniu 1982 został dyrektorem ds. studiów i analiz w Konsultacyjnej Radzie Gospodarczej kierowanej przez profesora Czesława Bobrowskiego. Od 1987 do 1989 był sekretarzem generalnym tej rady.
Od lipca 1989 do stycznia 1990 pełnił funkcję członka Komitetu Centralnego PZPR, a od lipca do września 1989 był sekretarzem KC. W 1989 uczestniczył w obradach Okrągłego Stołu po stronie rządowej, w zespole do spraw gospodarki i polityki społecznej. Był współautorem propozycji urynkowienia gospodarki. W tym samym roku uzyskał mandat posła na Sejm kontraktowy, uzyskując w drugiej turze poparcie Komitetu Obywatelskiego „Solidarność”.
W rządzie Tadeusza Mazowieckiego objął stanowisko ministra współpracy gospodarczej z zagranicą. Podpisywał pierwszą umowę gospodarczą o współpracy ze Wspólnotą Europejską. Negocjował (zakończone powodzeniem) umorzenie polskich długów wobec Związku Radzieckiego o wartości 9,2 miliarda dolarów amerykańskich. Po raz drugi został posłem w 1993 z ramienia Unii Demokratycznej z okręgu olsztyńskiego, zrezygnował z mandatu w maju 1996. Zaproponował przyjęty w Konstytucji zapis ograniczający zadłużenie publiczne do 60% PKB.
W latach 1994–1999 zajmował stanowisko prezydenta m.st. Warszawy, pozostając w ramach koalicji samorządowej Sojusz Lewicy Demokratycznej-Unia Wolności i Samorządności. Był przewodniczącym zarządu Unii Metropolii Polskich, członkiem zarządu Związku Miast Polskich i współprzewodniczącym Komisji Wspólnej Rządu i Samorządu Lokalnego. Za jego kadencji rozpoczęto budowę Mostu Świętokrzyskiego i przygotowano budowę Mostu Siekierkowskiego, zmodernizowano ulicę Nowy Świat, rozpoczęto budowę spalarni na Targówku, wybudowano 9 basenów, otwarto pierwszy odcinek pierwszej linii metra, wytyczono 700 km tras rowerowych, oddano do użytku nowy budynek Biblioteki Uniwersyteckiej i gmach Sądu Najwyższego, a także przyśpieszono zwrot nieruchomości przejętych przez państwo po II wojnie światowej. W okresie tym miasto wsparło finansowo budowę kilku pomników.
Po zakończeniu kadencji do 2002 zasiadał w Radzie m.st. Warszawy. Od 1999 do 2000 pełnił funkcję wiceministra gospodarki, był członkiem zespołu Jana Kułakowskiego negocjującego warunki przystąpienia Polski do Unii Europejskiej. Był również doradcą gospodarczym prezydenta Litwy Valdasa Adamkusa (1999–2000).
Od 1991 działał w Unii Demokratycznej, później w Unii Wolności i w Partii Demokratycznej – demokraci.pl, której od 2006 do 2007 był wiceprzewodniczącym. Bez powodzenia kandydował do Sejmu w wyborach w 2001 i 2005, a w 2004 do Parlamentu Europejskiego. W wyborach samorządowych w 2006 został wybrany na radnego sejmiku mazowieckiego z listy Lewicy i Demokratów. W wyborach parlamentarnych w 2007 ponownie bezskutecznie kandydował do Sejmu z listy tej samej koalicji w okręgu warszawskim. W 2009 wstąpił do klubu radnych Platformy Obywatelskiej w sejmiku mazowieckim. W wyborach samorządowych w 2010 uzyskał reelekcję do sejmiku z listy PO.
W międzyczasie wystąpił z Partii Demokratycznej; w 2011 wystartował w wyborach parlamentarnych z warszawskiej listy PO, został wówczas wybrany na posła na Sejm VII kadencji. Wkrótce po wyborach wstąpił do PO. W Sejmie VII kadencji został m.in. członkiem Komisji Gospodarki oraz Finansów Publicznych. Bez powodzenia kandydował w wyborach do Parlamentu Europejskiego w 2014.
Wcześniej w tym samym roku powierzono mu funkcję koordynatora grupy polskich ekspertów ds. reformy samorządowej na Ukrainie. W 2015 objął stanowisko przewodniczącego sejmowej Podkomisji nadzwyczajnej do spraw realizacji ustaw o spółdzielczych kasach oszczędnościowo-kredytowych. W wyborach w tym samym roku z powodzeniem ubiegał się o poselską reelekcję (dostał 8329 głosów).
Nie wystartował w wyborach parlamentarnych w 2019. W tym samym roku powołany na rzecznika praw przedsiębiorców na Ukrainie. Funkcję tę sprawował do 2021.

## Publikacje
- Liberalizm z zasadami. Wybór artykułów z lat 1987–2024, Wydawnictwo Nieoczywiste, Warszawa 2024, ISBN 978-83-67895-10-1.

## Życie prywatne
Jest synem Jadwigi i działacza katolickiego okresu PRL Andrzeja Święcickiego, bratem Jakuba Święcickiego, a także zięciem Eugeniusza Szyra. Ma trzech synów i córkę.
21 listopada 2016 w okresie tzw. kryzysu migracyjnego w trakcie występu w jednym z programów publicystycznych w TVP Info zadeklarował, że gotów byłby przyjąć uchodźców do swego domu w Warszawie. Wiosną 2018 w mieszkaniu małżonków Święcickich zamieszkała rodzina uchodźców z Tadżykistanu w ramach programu prowadzonego przez Fundację Ocalenie.

## Odznaczenia i wyróżnienia
- Krzyż Oficerski Orderu Odrodzenia Polski (2011)[29]
- Odznaka „Za Zasługi dla Światowego Związku Żołnierzy Armii Krajowej”[17] (1996)
- Zasłużony dla Miasta Poznania (1996)[30]
- Tytuł honorowego członka Związku Powstańców Warszawskich[17] (1996)